# Afton (condado de San Bernardino)
Afton es un área no incorporada ubicada en el condado de San Bernardino en el estado estadounidense de California.

## Geografía
Afton se encuentra ubicada en las coordenadas 35°2′11″N 116°22′47″O / 35.03639, -116.37972.